# لی هونگ-سیل
لی هونگ-سیل (انگلیسی: Lee Heung-sil؛ زادهٔ ۱۰ ژوئیهٔ ۱۹۶۱) بازیکن سابق و مربی فوتبال اهل کره جنوبی است.
از باشگاه‌هایی که در آن بازی کرده‌است می‌توان به باشگاه فوتبال پوهانگ استیلرز اشاره کرد.
وی همچنین در تیم ملی فوتبال کره جنوبی بازی کرده‌است.